# Gleerups litterära pris
Gleerups litterära pris är ett litterärt pris på 10 000 kronor som delas ut av bokhandeln Akademibokhandeln Gleerups till minne av Gleerupska Universitetsbokhandelns förra ägare Ann Dyster-Aas. Priset delas ut årligen till författare som är födda eller verksamma i Skåne.
Priset tycks inte ha delats ut efter 2010.

## Pristagare
Skönlitterära priset
- 1995 – Eva Österberg
- 1997 – Agneta Pleijel[2]
- 1999 – Björn Ranelid[3]
- 2000 – Kerstin Strandberg och Jan Olov Ullén[4]
- 2001 – Kerstin Norborg och Torbjörn Flygt[5]
- 2002 – Carl-Johan Vallgren[6]
- 2003 – Sigrid Combüchen
- 2004 – Ingrid Elam
- 2005 – Klas Östergren
- 2006 – Susanna Alakoski[7]
- 2008 – Jens Liljestrand[8]
- 2009 – Aris Fioretos[9]
- 2010 – Oline Stig[10]

Facklitterära priset
- 2002 – Dick Harrison[6]
- 2003 – Nils Uddenberg
- 2004 – Gunnar Broberg
- 2005 – Svante Nordin
- 2006 – Cecilia Lindqvist
- 2007 – Brutus Östling
- 2008 – Sören Sommelius[8]
- 2009 – Lena Sundström
- 2010 – Monica Braw[10]